# Kjeragbolten
A Kjeragbolten egy szikla a Kjerag hegységben, Norvégiában, Rogaland megyében, Forsand községben. Maga a szikla, két sziklafal közé beszorult 5 köbméteres, aránylag gömbölyű kő. Népszerű idegenforgalmi látványosság mivel minden felszerelés nélkül könnyen elérhető. Egy 984 méter mély hasadék fölött helyezkedik el, ezért népszerű bázisugrás helye is. A szikla Lysebotn falutól délnyugatra fekszik a Lysefjord déli oldalán. A fjord bejáratához közelebb, az északi oldalon helyezkedik el a szintén népszerű Szószék-szikla.

## Geológia
Rogaland egy puha tektonikus zónában fekszik, amely lehetővé tette a folyó számára, hogy beássa magát a homokkő-hegybe. Több jégkorszakban Skandináviában, Norvégiát teljesen gleccserek fedtek le. A jégkorszakok között a megolvadt víz 22 alkalommal építette és újraformálta a völgyet. Az utolsó jégkorszak után a globális felmelegedés a tengerszint emelkedését okozta, elárasztva a fjordokat. A gömbölyű szikla a legutóbbi glaciális időszakban, körülbelül i.e. 50 000-ben került a mostani helyére.

## Turizmus
Kjeragbolten már régóta híres fényképező (photo op) hely a Kjerag túravonalon. A 2006-os "Where the Hell is Matt?" Internetes mém film vége felé, Matt Harding a „bizonytalan” sziklán is táncol. Hatalmas népszerűsége miatt néha hosszú sorok képződnek a turistákból, akik fotót szeretnének készíteni helyről. A várakozási idő néhány perctől több mint egy óra is lehet, főleg olyankor amikor hajójáratok vannak Stavangerből.

## Galéria

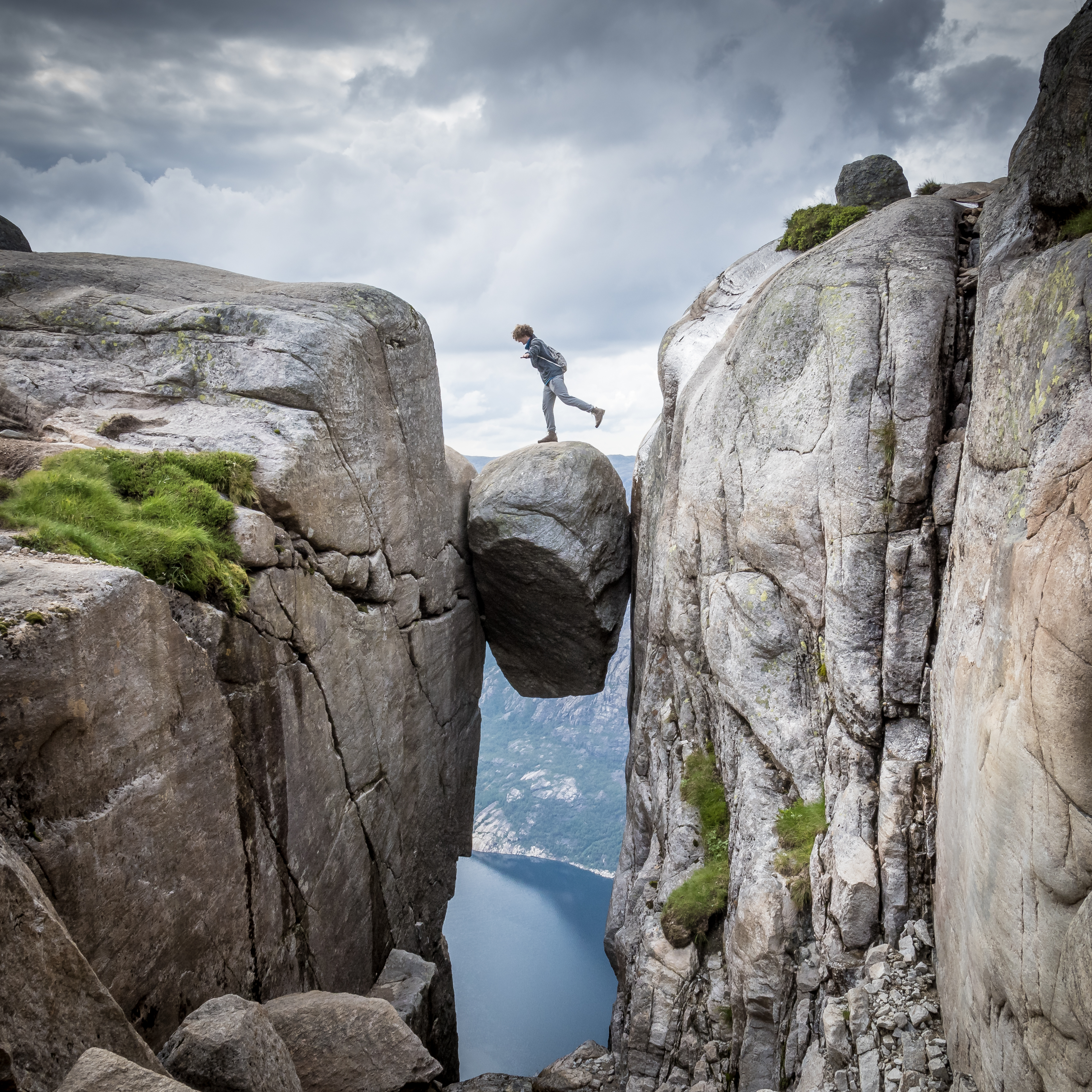
Kjeragbolten
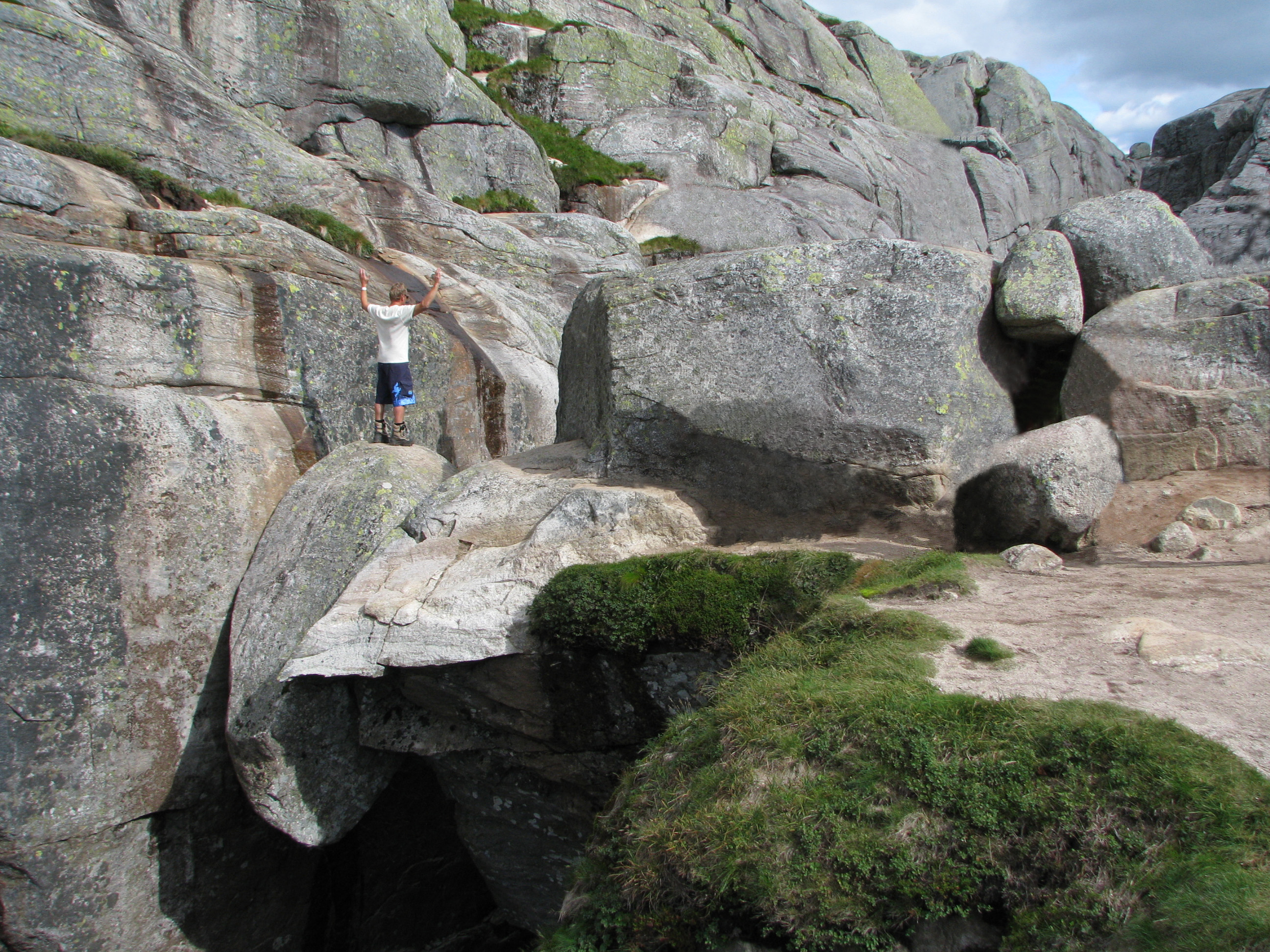
A másik oldalról nézve
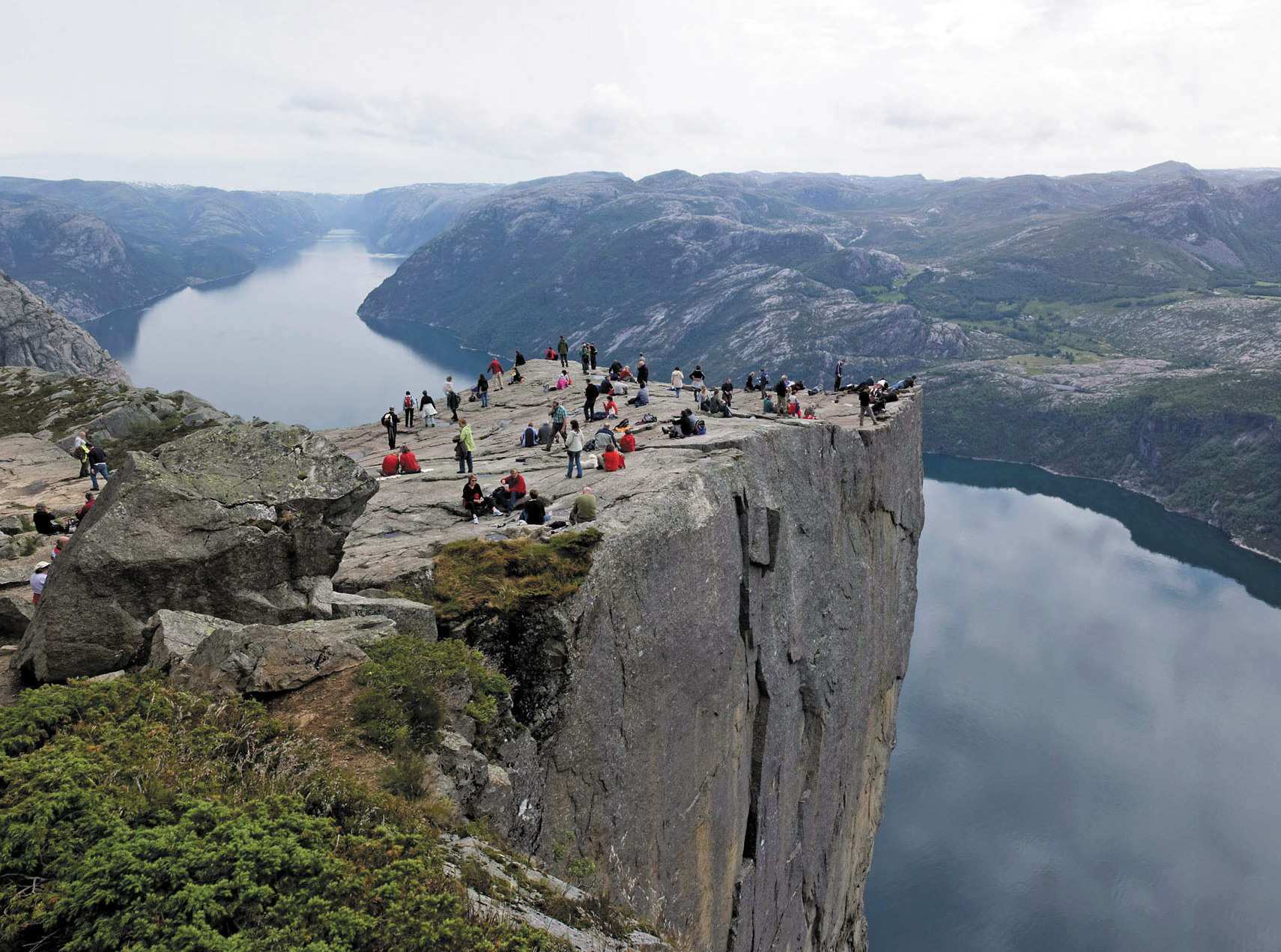
Szószék-szikla

## Fordítás
- Ez a szócikk részben vagy egészben  a   Kjeragbolten című angol Wikipédia-szócikk fordításán alapul.  Az eredeti cikk szerkesztőit annak laptörténete sorolja fel. Ez a jelzés csupán a megfogalmazás eredetét és a szerzői jogokat jelzi, nem szolgál a cikkben szereplő információk forrásmegjelöléseként.